# Burney, Kalifornien
Burney är en så kallad census-designated place i Shasta County i Kalifornien. Vid 2010 års folkräkning hade Burney 3 154 invånare.